# Liste der Kulturgüter in Walenstadt
Die Liste der Kulturgüter in Walenstadt enthält alle Objekte in der Gemeinde Walenstadt im Kanton St. Gallen, die gemäss der Haager Konvention zum Schutz von Kulturgut bei bewaffneten Konflikten, dem Bundesgesetz vom 20. Juni 2014 über den Schutz der Kulturgüter bei bewaffneten Konflikten sowie der Verordnung vom 29. Oktober 2014 über den Schutz der Kulturgüter bei bewaffneten Konflikten unter Schutz stehen.
Objekte der Kategorien A und B sind vollständig in der Liste enthalten, Objekte der Kategorie C fehlen zurzeit (Stand: 1. Januar 2023).

## Kulturgüter
| Foto | | Objekt                                                                                    | Kat. | Typ | Standort                                       | Beschreibung                                                    |
| ---- | --- | ----------------------------------------------------------------------------------------- | ---- | --- | ---------------------------------------------- | --------------------------------------------------------------- |
| ja   | Datei hochladen · Wikidata zu St.-Georgs-Kapelle (Q2318606)                                                           | Kapelle St. Georg KGS-Nr.: 08390                                                          | A    | G   | Berschis, St. Jörgenweg 2.1 745172 / 218527    |                                                                 |
| ja   | Datei hochladen · Wikidata zu St. Georgenberg / Berschis, neolithisch-frühmittelalterliche Höhensiedlung (Q135675775) | St. Georgenberg / Berschis, neolithisch-frühmittelalterliche Höhensiedlung KGS-Nr.: 09655 | A    | F   | Berschis, St. Jörgenweg 745172 / 218527        |                                                                 |
| BW   | Datei hochladen · Wikidata zu Mittelalterlich-neuzeitliche Kleinstadt Walenstadt (Q135675528)                         | Walenstadt, mittelalterlich-neuzeitliche Kleinstadt KGS-Nr.: 16521                        | A    | F   | 742344 / 220939                                |                                                                 |
| BW   | Datei hochladen · Wikidata zu Berschins / Finge, frühmittelalterliche Gräber (Q135676379)                             | Berschins / Finge, frühmittelalterliche Gräber KGS-Nr.: 00889                             | B    | F   | Fingenweg 744925 / 219067                      |                                                                 |
| ja   | Datei hochladen · Wikidata zu Katholische Kirche St. Luzius und Florinus (Q29786958)                                  | Katholische Kirche St. Luzius und Florinus KGS-Nr.: 08391                                 | B    | G   | Kirchgasse 4.1 742560 / 221000                 |                                                                 |
| ja   | Datei hochladen · Wikidata zu Kapelle St. Wolfgang (Q29786955)                                                        | Kapelle St. Wolfgang KGS-Nr.: 08392                                                       | B    | G   | Herrengasse 13.1 742397 / 221027               |                                                                 |
| ja   | Datei hochladen · Wikidata zu Paxmal in Schrina-Hochrugg (Q116921912)                                                 | Paxmal in Schrina-Hochrugg KGS-Nr.: 08393                                                 | B    | G   | Walenstadtberg, Grundweg 8.2 738925 / 222845   | Von Karl Bickel während 25 Jahren geschaffenes Friedens-Denkmal |
| ja   | Datei hochladen · Wikidata zu Kapelle St. Johannes Evangelist (Q29786963)                                             | Kapelle St. Johannes Evangelist KGS-Nr.: 08395                                            | B    | G   | Tscherlach, Schulhausgasse 2.1 743780 / 220340 |                                                                 |
| BW   | Datei hochladen · Wikidata zu Museum Bickel (Q135676914)                                                              | Museum Bickel KGS-Nr.: 16715                                                              | B    | S   | Zettlereistrasse 9 742162 / 220682             |                                                                 |
| BW   | Datei hochladen · Wikidata zu Bohlenständerbau (Q135676962)                                                           | Bohlenständerbau KGS-Nr.: 16716                                                           | B    | F   | Berschis, Schulhausstrasse 6–8 744775 / 219054 |                                                                 |